# Snowflake (EP)
Snowflake é o terceiro extended play (EP) do girl group sul-coreano GFriend. Foi lançado pela Source Music em 25 de janeiro de 2016 e distribuido pela LOEN Entertainment. O álbum contém 5 músicas, incluindo o single "Rough", e duas faixas instrumentais. O álbum debutou na segunda posição no Gaon Album Chart e vendeu mais de 40,000 unidades. GFriend promoveu o álbum com uma série de apresentações televisadas ao vivo nos programas musicais da Coréia do Sul, ganhando um total de 15 prêmios destes programas. "Rough" também teve sucesso comercialmente, chegando ao topo do Gaon Digital Chart e vendendo mais de um milhão de downloads digitais. Musicalmente, o álbum é similar ao estilo de K-pop do fim dos anos 90 e anos 2000.

## Lançamento e promoção
O terceiro EP de era muito antecipado após o grupo ganhar "Rookie of the Year" (Novato do ano) no Golden Disk Awards e "Melhor novo artista feminino do ano" no Melon Music Awards por seus singles de sucesso, "Glass Bead" e "Me Gustas Tu". O título do álbum Snowflake, e a lista de faixas foram revelados em 14 de janeiro de 2016. Foi lançado em 25 de janeiro, em formato físico e digital. O single "Rough" é a música final na "série escolar" do grupo e representa o fim de um ano escolar. Elas mantiveram seu conceito "poderoso-inocente", vestindo uniformes escolares e demonstrando coreografia "poderosa e feroz perfeitamente sincronizada". O vídeo musical que acompanha "Rough" foi inspirado pelo filme de anime A Garota Que Conquistou O Tempo. Foi produzido pelos Zanybros e dirigido por Hong Won-ki.
Horas depois do lançamento do álbum, o grupo promoveu um showcase na AX Korea em Gwangjin-gu, Seul, que foi transmitido ao vivo por meio do "V app" da Naver. Elas apresentaram músicas do álbum pela primeira vez no showcase. O grupo então promoveu o álbum com performances de "Rough" em vários programas musicais, começando com The Show da SBS em 26 de janeiro. Na segunda semana de promoção, a canção ganhou o primeiro lugar em cada programa músical com sistema de tabela. Por 28 de fevereiro, "Rough" ganhou um total de 15 troféus, incluindo "coroas triplas" no M! Countdown, Music Bank, Show Champion, e Inkigayo. Com esses prêmios, GFriend está em segundo lugar em número de troféus por um girl group em uma música, atrás dos 17 troféus de Apink com "Luv".

## Composição
O álbum abre com uma dramática faixa-intro, "Snowflake". O single, "Rough", é uma música de dança descrita como "lírica, cativante e melódica" com "batidas poderosas e letra emocional". Seu título em coreano traduz literalmente para "Correndo pelo tempo", e a letra é sobre o desejo de uma garota de "Correr pelo tempo e amadurecer" para que ela possa estar com aquela pessoa à qual ela ama. "Say My Name" apresenta sons de bateria, violão, e riffs de sintetizador. "Luv Star" é uma música médio-tempo de dança com instrumentação de cordas, e "Someday" foi descrito como uma "música energética alegre". "Trust" é uma pop-ballad médio tempo que retrata uma história de maor de uma "garota tímida mas séria". "Rough" e "Say My Name" foram escritos por Iggy e Seo Yong-bae, que também escreveram os singles anteriores de GFriend. Seo é um produtor local da Rainbow Bridge World.

## Recepção
O álbum entrou no Gaon Album Chart semanal na segunda posição, vendendo 11.165 cópias físicas em uma semana. Também esteve na décima posição da Billboard na tabela de álbuns-mundo. Por Junho de 2016, vendeu mais de 33.000 cópias. Todas as 5 músicas do álbum tabelaram no Gaon Digital Chart, com "Rough" posicionando-se no topo da tabela na terceira semana desde o lançamento. "Rough" vendeu mais de 1.2 milhão de downloads digitais até maio de 2016. Durante o mês de Janeiro, o vídeo musical para "Rough" foi o terceiro vídeo de K-pop mais visto globalmente.
Won Ho-jung do The Korea Herald disse que o estilo musical do álbum é similar a K-pop do fim dos anos 90 e dos anos 2000, e pode apelar a fãs que ainda querem o sentimento "old-style" de grupos de K-pop clássicos. Won descreveu "Rough" e "Say My Name" como poderosas e dramáticas, e "Luv Star" e "Someday" como adorável e "Docemente açucarado". Won chamou os vocais de GFriend "certeiros" e notou que as membros puderam adaptavelmente trocar entre vozes "poderosas e soantes" e vozes "nasais e fofas" para os dois tipos de canções. No geral, Won disse que o álbum demonstra o "potencial de GFriend de mover além do conceito clichê de garota-escolar e fazer algo interessante e próprio do grupo, trazendo clássicos girl groups para o kpop do século 21".

## Lista de faixas
| N.º            | Título                                                   | Arranjo            | Duração |  |
| 1.             | "Snowflake" (Intro)                                      | Hong Kim           | 1:16    |  |
| 2.             | "Rough" (시간을 달려서; Siganeul Dallyeoseo)             | Iggy Seo           | 3:29    |  |
| 3.             | "Say My Name" (내 이름을 불러줘; Nae Ireumeul Bulleojwo) | Iggy Seo           | 3:08    |  |
| 4.             | "Luv Star" (사랑별; Sarangbyeol)                         | E.ONE Jo Jae-seok  | 3:08    |  |
| 5.             | "Someday" (그런 날엔; Geureon Naren)                     | Heuk Tae Park Chan | 3:37    |  |
| 6.             | "Trust"                                                  | No Lee             | 3:35    |  |
| 7.             | "Rough" (Instrumental)                                   | Iggy Seo           | 3:29    |  |
| Duração total: | Duração total:                                           | Duração total:     | 21:42   |  |

## Desempenho nas tabelas musicais
| Tabela                                        | Melhor posição |
| --------------------------------------------- | -------------- |
| Coreia do Sul (Gaon Chart)                    | 2              |
| Estados Unidos (Billboard World Albums Chart) | 10             |

| Tabela                     | Melhor posição |
| -------------------------- | -------------- |
| Coreia do Sul (Gaon Chart) | 7              |

| Tabela                     | Melhor posição |
| -------------------------- | -------------- |
| Coreia do Sul (Gaon Chart) | 76             |

| País                       | Vendas |
| -------------------------- | ------ |
| Coreia do Sul (Gaon Chart) | 43,998 |
| Japão (Oricon)             | 2,211  |

## Histórico de lançamento
| País          | Data                  | Formato              | Gravadora                        |
| ------------- | --------------------- | -------------------- | -------------------------------- |
| Coreia do Sul | 25 de janeiro de 2016 | Download digital, CD | Source Music, LOEN Entertainment |
| Mundo         | 25 de janeiro de 2016 | Download digital, CD | Source Music, LOEN Entertainment |